# Ілляшівка (Рівненський район)
Ілля́шівка — село в Україні, в Рівненському районі Рівненської області. Населення становить 110 осіб. 
За 3 кілометри на південний схід від Батьківців при шляху до Болодківців простяглось невеликою смугою село Ілляшівка, яке зараз має 59 житлових забудов, медпункт, новозбудовану церкву (2000 р.), виробничі сільськогосподарські та інші осередки.

## Історія
В 16 столітті належало волинським землевласникам Джусам. Найдавніші вісті про Ілляшівку маємо в судовому акті від 5 жовтня 1561 року, де брати Михайло та Григорій Джуси скаржаться з приводу розподілу, захоплення їх спадкового майна в околицях Ляхова (Кутянки) та «древни Ильяшовки».
У 1906 році село Кунівської волості Острозького повіту Волинської губернії. Відстань від повітового міста 20 верст, від волості 6. Дворів 58, мешканців 368.
Ілляшівка — явно відособована назва, приховавши ідею «мала осілість, яку міг заснувати, фінансувати, привласнити чоловік з прізвищем Ілляш». Ґрунт крем'янистий і малоурожайний. Овочеві сади були головним доходом селян.
Неподалік від села розташований Бущанський ботанічний заказник.